# Кули (Карликьой)
Кули (на гръцки: Κούλια, Κάστρο Χιονοχωρίου) е антично и средновековно отбранително съоръжение, разположено край сярското село Карликьой (Хионохори), Северна Гърция.

## Местоположение
Крепостта е разположена на надморска височина от 480 m на югозапад до 540 m на североизток в планината Сминица (Меникио), на около километър южно село Дервешен. Всичките му склонове са стръмни, предлагащи елементарна естествена отбранителна защита, с изключение на северната страна, която е свързана с гладка шийка със спускащия се склон.
От крепостта има широка видимост на юг към Сярското поле, която достига до Кушница (Пангео) и Круша (Крусия), като има визуален контакт и със Сярската крепост.

## История
Сравнително голямата площ в рамките на стените показва, че обектът не е просто военна крепост, а укрепено селище. Не е идентифицирано с нито едно от селищата, известни от историческите извори. В района е открита нерисувана керамика от късноримския и раннохристиянския период и поради тази причина крепостта хронологично се поставя в ранновизантийския период. Съществуването на селището вероятно е свързано с експлоатацията на находища на желязо и мрамор в околностите, която изглежда започва от римския период. В планината Сминица има още няколко подобни крепости - Власелник при Дервешен (Инуса), Градище при Везник (Агио Пневма), Градище при Скрижово (Скопия) и Градище при Субашкьой (Нео Сули). Подобно на тях крепостта Кули е изоставена при варварските набези от V или най-късно от VII век.

## Архитектура
Кули е сравнително голяма крепост с укрепен периметър от 590 m, който покрива площ от приблизително 1,8 декара. Укреплението е имало многоъгълен план и стената е следвала терена. Зидарията се състои от полуобработени камъни с различни размери със свързващ хоросан.
В североизточния край на замъка има цитадела, която е отделена от останалата част на селището с отделно укрепление. В акропола е запазена стена, която достига до 2,5 m с дебелина 1,30 m. Запазени са и основите на правоъгълна кула с размери 4 x 5 m в североизточния ъгъл.
В останалата част на крепостта най-добре оцелелите стени са от източната страна. Те са запазени на височина, която достига до 3 m и дебелина до 1 m. От южната страна е запазен непрекъснат хоризонтален зид с дължина 100 m с височина до 2 m. От западната страна стената е повредена и се вижда само на нивото на основите на места.
Във вътрешността има тераси и заграждения, дело на местни пастири.